# Bosszúvágy 4. – Véres leszámolás
A Bosszúvágy 4. – Véres leszámolás (eredeti cím: Death Wish 4: The Crackdown) 1987-ben bemutatott amerikai akcióthriller J. Lee Thompson rendezésében. Az 1974-es Bosszúvágy harmadik folytatása. A főszerepben ismét Charles Bronson látható. 
A Bosszúvágy sorozat első olyan filmje, melyet nem Michael Winner rendezett, és az utolsó a Cannon Films által ebben a sorban kiadott filmek közül. A filmnek jelentősen kisebb költségvetése volt, mint az előző filmeknek.
Az Amerikai Egyesült Államokban 1987. november 6-án mutatták be a mozikban.

## Cselekmény
Egy nő egy földalatti garázsban megközelíti a kocsiját, közben a kézitáskájában turkál. BMW típusú autóját többszöri próbálkozásra sem tudja beindítani. Hirtelen észrevesz egy alakot vele szemben. Kis idő múlva kettő, majd három alak áll ugyanott. Egyszer csak ott vannak a kocsija mellett, és elkezdik betörni a szélvédőket, majd kirángatják a nőt, és erőszakoskodnak vele. Megjelenik egy férfi, Paul Kersey, aki mindhárom támadót lelövi, de az utolsó nem hal meg és menekülni kezd. Őt egy kocsikijárónál éri utol. A férfi még könyörög, hogy ne ölje meg, de Kersey irgalom nélkül megöli. Mikor megfordítja a holttestet, rémülten veszi észre, hogy ugyanaz az arca, mint neki! (Charles Bronson) A támadás csak egy rossz álom volt.
Paul Los Angeles-i építészirodájába egy fiatal nő megy be és épületek rajzait mutatja neki, amiket ő készített. Ő Erica (Dana Barron), akinek újságíró anyjával (Karen Sheldon - Kay Lenz) Paul két éve együtt jár. Erica este elmegy a barátjával (Randy Viscovich - Jesse Dobson) szórakozni, ahol találkoznak Randy ismerőseivel, JoJo Ross-szal (Héctor Mercado), és Jesse-vel (Tim Russ). JoJo kokaint ad ajándékba Ericának és a lány még aznap este meghal kábítószer-túladagolásban.
Másnap Paul követi Randyt, aki ugyanahhoz a szórakozóhelyhez hajt, ahol előző este voltak a lánnyal és dühösen kérdőre vonja JoJót és azzal fenyegetőzik, hogy mindent elmond a rendőrségnek. JoJo hasba szúrja Randyt, aki azonnal meghal. Paul észreveszi a férfit a véres késsel, de JoJo is észreveszi őt és azonnal rálő, majd menekülni kezd egy vaslétrán felfelé. Paul utánamegy, és több lövés leadása után eltalálja. JoJo egy dodzsempálya rácsos tetejére esik, ahol az elektromos feszültség mindenképpen végez vele.
Otthon Paul egy nagy sárga borítékot talál, benne egy felirattal: „Mindent tudok rólad” és egy telefonhívást kap, amiben egy jól ismert kiadó, Nathan White (John P. Ryan) zsarolja meg, egyúttal meghívja magához. A háza előtt egy limuzin várja Pault.
Nathan, aki egy idős, ősz hajú, tekintélyes ember, aki egy patinás házban lakik, elmondja neki, hogy miután felesége autóbalesetben meghalt, a lánya egyetemre ment, de nemsokára a kábítószer rabja lett és ebbe bele is halt. Ezért arra kéri Pault, hogy együtt harcoljanak a kábítószer terjesztésével foglalkozó két rivális csoportosulás ellen, akik Los Angeles kábítószer fogyasztásának 90%-át bonyolítják le. Ő ehhez rengeteg információval, továbbá pénzzel és minden szükséges eszközzel ellátja Pault. Az egyik csoport feje Ed Zacharias (Perry Lopez), a másikat két fivér, Jack és Tony Romero vezeti (Mike Moroff és Dan Ferro). Kersey előbb néhány nap gondolkodási időt kér, majd elfogadja az együttműködést.
Mindeközben a Los Angeles-i rendőrség két nyomozója, William Reiner és Phil Nozaki (George Dickerson és Soon-Tek Oh) a szórakozóhelyen történt gyilkosságok ügyében nyomoz.
Kersey pincérnek öltözve bejut Zacharias születésnapi partijára, ahol a telefonokban lehallgató berendezéseket helyez el. Közben kihallgatja Zacharias és alárendeltjei megbeszélését, aminek elején Zacharias egy késszúrással megöli Dél-Amerikából éppen visszatért egyik emberét, Vince Montonót (James Purcell). Zacharias felfedezi Pault a szomszéd szobában, aki azt mondja, hogy a vécén volt és Leo néven mutatkozik be. Zacharias rá és egyik emberére bízza a friss hulla eltüntetését. Paul és a másik, Al Arroyo (Daniel Sabia) a garázsban berakják egy autó csomagtartójába a holttestet, majd amikor Al Arroyo a zakójába nyúl, hogy elintézze Pault, ő egy vasrúddal és a csomagtartó fedelével fejbe vágja, és elhagyja a helyszínt. A lehallgatók segítségével később több hasznos információhoz jut, amit egy kis URH-készülékkel a közelben parkoló kocsijában hallgat.
Paul borforgalmazónak adva ki magát egy borospalackba robbanóanyagot rejt el, majd abba a vendéglőbe viszi, ahol Zacharias három embere ebédelni készül. Először a  vendéglősnek kínálja az italt, aki jónak találja, majd a három vendég asztalához megy, és leteszi az üveget az asztalra. Egyikük ismerősnek találja Paul arcát (aki „Jack Kimble” néven mutatkozik be), ennek az arcába löttyinti az asztalon álló vizespohár tartalmát, majd kirohan a helyiségből. A bomba ekkor robban, megölve Zacharias embereit: ők Danny Moreno (Michael Russo), Art Sanella (Danny Trejo) és Jack Steiner.
Paul ezek után Romero embereit veszi célba: először az utcai terjesztők vezetőjét, Max Greent (Tom Everett) (és két társát) öli meg, aki egy pornovideo üzletben tulajdonos, majd Romero fő bérgyilkosát, Frank Bauggs-t (David Wolos-Fonteno), akinek lakásában Paul szintén lehallgatókat kezd elhelyezni, de Frank visszatér a lakásba, mert ott felejti az operajegyeket. Verekedni kezdenek, közben Frank kiesik az erkélyről a sokadik emeletről és éppen a saját kocsijára esik, ahol a felesége sikoltozni kezd. Mivel a rendőrség két nyomozója is a helyszínen van megfigyelésen, szemmel tartják, hogy ki távozik az épületből. Köztük van Paul is, azonban Phil Nozaki később azt mondja a társának, hogy nem látta Pault.
Zacharias és a Romero fivérek gyanakodni kezdenek a másikra, bár többször beszélnek telefonon és azt bizonygatják, hogy nem ők ölték meg a másik embereit.
Paul egy halfeldolgozó üzembe a munkásokkal együtt bejutva egy drogkészítő laborra bukkan, amit dinamitrudakkal felrobbant. Ez is Ed Zacharias tulajdonában volt. Nozaki elmegy Zachariashoz, és kiderül, hogy valójában neki dolgozik. Zacharias arra utasítja, hogy ölje meg azt, aki a gyilkosságok mögött áll, bár Nozaki hangoztatja, hogy ő addig nem ölt meg senkit.  Nozaki váratlanul felbukkan Kersey irodájában késő este, amikor már mindenki elment, csak Paul nem, és megpróbálja megtudni tőle, hogy ki a megbízója. Paul nem mond neki semmit, majd amikor Nozaki meg akarja ölni, ő végez vele egy lövéssel. A holttestet kiviszi az irodából.  Reiner nyomozó bosszút esküszik, amikor megtudja társa halálhírét (mivel nem tud róla, hogy az korrupt volt), és a gyilkossággal Kersey-t gyanúsítja.
Zacharias személyes találkozóra hívja Romerót egy olajfúró torony közelébe, ahová mindketten felfegyverzett embereikkel érkeznek. Paul azonban a lehallgató készülék segítségével tudomást szerez erről, és még előttük a helyszínre érkezik egy távcsöves puskával és lelövi Romerót meg még néhány embert. Mindenki azt hiszi, hogy a másik csoport csapdájáról van szó, és lövöldozni kezdenek egymásra, amiben sokan meghalnak. Ed Zacharias sebesülten vonszolja magát, amikor Paul utoléri, és Erica fényképét mutatja neki, majd lelövi. Az öldöklés egyetlen túlélője Nick Franco (Peter Sherayko), Zacharias embere, akinek sikerült autóval elmenekülnie.
Nathan White gratulál Kersey-nek telefonon, majd személyes találkozóra invitálja. Az érkező limuzinban azonban csak a sofőr van (Craig Curtis), aki azt mondja Paulnak, hogy a főnökének sürgős üzleti elintéznivalója akadt. Paul beszáll a kocsiba, de amikor látja, hogy a sofőr eltávolodik a kocsitól és egy másik, akkor érkező kocsiba beszállva távozik, gyanús lesz neki a dolog. Az ajtók zárva vannak, ezért Paul kilövi a hátsó szélvédőt, és azon át kimászik a kocsiból, ami hamarosan felrobban.
Kersey ekkor Nathan házához megy, ahol az inas nem akarja beengedni. Bent azonban az igazi Nathan White van (Richard Nugent-Aherne), nem az, akit Paul ezen a néven ismert meg, aki állítása szerint az utóbbi három hónapban nyaraláson volt.
Kerseyt ekkor két rendőr tartóztatja le. A rendőrautóban Paulnak feltűnik, hogy nem  jó irányban mennek, ezt meg is mondja a rendőröknek, akik közül az egyik le akarja lőni, Paul azonban küzdeni kezd, a sofőr elveszti uralmát a jármű felett és az felborul. Paul megtalálja a bilincsei kulcsát, és elhagyja a helyszínt.
A hamis „Nathan White” dühös a visszatérő álrendőrre, hogy Kersey még mindig életben van, hiszen veszélyt jelent számára. Kiderül, hogy kihasználta Pault a riválisai kiiktatására. Hogy Pault is elintézze, elraboltatja Karent, Paul barátnőjét.  Reiner nyomozó várja Pault a lakásában, és le akarja tartóztatni, azonban Paul ekkor kapja a hívást a hamis „Nathan White”-tól, aki közli vele, hogy hova kell mennie, különben a barátnője meghal. Paul leüti Reinert, majd a hűtőszekrénye mögött berendezett fegyverraktárából egy M-16-os gépkarabélyt vesz elő, ami M203 gránátvetővel is fel van szerelve.
Kersey megérkezik a helyszínre, egy föld alatti garázsba, ahol már várják. Autója lassan előre gurul a lejtőn, és amikor közelebb ér, golyózáport zúdítanak rá. Kersey azonban már nincs az autóban, egy oszlop mögül gránátokat lő rájuk, ennek hatására autóik felrobbannak. „White” (akinek az igazi neve nem derül ki) egy görkorcsolya-pályára vonszolja Karent. Itt Paul nem gránáttal, hanem az M-16 normál lőszerével egyenként lelövi a támadóit.
„White” egy ajtón kimenekül Karennal a szabadba, ahol Paul utoléri őket. Karen megpróbál menekülni, mire „White” hátba lövi egy sorozattal. Kersey ezt látván elhatározza, hogy megöli végleg, bár az ál-White fogadkozik, hogy nem akarta megölni a nőt, ám ezzel már nem kerüli el, hogy egy gránátot lőjjön ki rá Kersey.
Reiner is megérkezik a helyszínre, és felszólítja Pault, hogy adja meg magát, ő azonban elsétál. Reiner az ígérete ellenére nem lövi le.

## Szereplők
- Charles Bronson - Paul Kersey, az „önbíráskodó”
- Kay Lenz - Karen Sheldon újságíró, Paul Kersey barátnője
- John P. Ryan - a hamis „Nathan White”
- Perry Lopez - Ed Zacharias, az egyik banda vezére
- Mike Moroff - Jack Romero, a testvérével a másik banda vezére
- Dan Ferro - Tony Romero, a testvérével a másik banda vezére
- George Dickerson - William Reiner nyomozó
- Soon-Tek Oh - Phil Nozaki nyomozó, Reiner társa
- Dana Barron - Erica, Karen Sheldon lánya
- Danny Trejo - Art Sanella, a Zacharias banda tagja
- Michael Russo - Danny Moreno, a Zacharias banda tagja
- Tim Russ - Jesse
- Jesse Dobson - Randy Viscovich, Erica barátja
- Héctor Mercado - JoJo Ross
- James Purcell - Vince Montono, a Zacharias banda tagja
- Daniel Sabia - Al Arroyo, a Zacharias banda tagja
- Peter Sherayko - Nick Franco, a Zacharias banda tagja
- Tom Everett - Max Green, a Romero banda tagja (pornovideo bolt)
- David Wolos-Fonteno - Frank Bauggs, a Romero banda tagja (aki kizuhan az erkélyről)
- Craig Curtis - a hamis „Nathan White” sofőrje
- Richard Nugent-Aherne - igazi Nathan White

## Fordítás
Ez a szócikk részben vagy egészben  a   Death Wish 4: The Crackdown című angol Wikipédia-szócikk fordításán alapul.  Az eredeti cikk szerkesztőit annak laptörténete sorolja fel. Ez a jelzés csupán a megfogalmazás eredetét és a szerzői jogokat jelzi, nem szolgál a cikkben szereplő információk forrásmegjelöléseként.